# Philipp Matthäus (Mediziner, 1621)
Philipp Matthäus (auch: Phillipus Matthaeus; * 11. Dezember 1621 in Marburg; † 29. Dezember 1700 in Franeker) war ein deutscher Mediziner.

## Leben
Der Sohn des Oberhofpredigers von Kassel Bernhard Matthaeus (* 18. Februar 1588 – 27. Juli 1655) und dessen Frau Elisabeth Orting hatte eine vorbereitende Ausbildung genossen und 1639 die Schule in Kassel besucht. Dort wurde Johannes Combach (1585–1651) sein prägender Lehrer in Philosophie und Rhetorik und Johann Peter Dauber (1598–1650) vermittelte ihm eine umfangreiche Kenntnis der Literatur. Hiernach setzte er seine Ausbildung in Groningen und Bremen fort, wo Gerhardus de Neufville (1590–1648) ihn vor allem für Medizin begeisterte. Nach seiner Ausbildung in Bremen begann er 1645 ein Studium an der Universität Franeker, wo er die Vorlesungen von Johannes Antonides van der Linden (1609–1664) hörte. 1650 wurde er an der Universität Leiden nach der Verteidigung der Dissertatio de Ictero zum Doktor der Medizin promoviert. 
Nach Franeker zurückgekehrt, wurde er schon im Folgejahr an der Stelle von van der Linden, der nach Leiden berufen worden war, Professor der Medizin und Botanik. Als solcher erhielt er viele ehrenvolle Berufungen, zum Beispiel als Honorarprofessor und Archiater von Friesland. Er wurde auch Mitglied des Rates und Bürgermeister der Stadt. Hermann Alexander Roëll hielt ihm eine Gedächtnispredigt, die 1701 in Franeker herausgebracht wurde. Sein Bild wurde von Johann Schotanus in Kupfer gestochen und mit einem lateinischen Text versehen. 
Er war zwei Mal verheiratet. Seine erste Ehe schloss er mit Johanna, der Tochter des Jan Sixt und der Anna Nicolai, die ihm zwei Töchter gebar. Seine zweite Ehe ging er 1683 mit Maria Hanenburgh ein, woraus der Sohn Bernhard Matthaeus stammte, der erst Student der Rechte in Franeker wurde, später Leutnant der Kavallerie war und mit einer gewissen Schoonleben verheiratet kinderlos starb. Neben einigen Disputationen akademischen Inhalts sind keine eigenen Schriften von ihm bekannt.